# Francesc de Ferran I de Mèdici
Francesc de Mèdici o Francesc de Ferran I de Mèdici (14 de maig de 1594, Florència, Gran Ducat de Toscana - 17 d'abril de 1614, Pisa) fou un príncep de Toscana. Fou el quart fill del Gran Duc Ferran I de Mèdici i Cristina de Lorena; net per línia paterna de Cosme I de Mèdici i Elionor de Toledo, i per línia materna de Carles III de Lorena i Clàudia de Valois. Fou germà, entre d'altres, de Cosme II de Mèdici; Elionor de Mèdici; Caterina de Mèdici (1593-1629), casada amb Ferran I de Màntua; i Clàudia de Mèdici, casada successivament amb Frederic Ubald della Rovere i Leopold V d'Àustria.
L'any 1611 fou nomenat Príncep de Capistrano, títol que ostentà fins a la seva mort. Destinat a la carrera diplomàtica ell, en canvi, preferí seguir la carrera militar. Va estar al comandament de les tropes toscanes enviades en ajuda del seu cunyat Ferran I de Màntua contra el duc Carles Manuel I de Savoia, si bé s'establí la pau abans d'entrar en combat al Ducat de Màntua. Va morir després d'haver realitzat un pelegrinatge a la Santa Casa de Loreto i a la ciutat de Pisa.